# Valeriy Ivachtchenko
Valeriy VOlodimirovitch Ivachtchenko, (en ukrainien : Іващенко Валерій Володимирович, né le 30 juillet 1956 à Zaporijjia) est un militaire et homme politique ukrainien. Il occupait le poste de ministre de la Défense par intérim dans le gouvernement ukrainien de Mykola Azarov.

## Biographie
Le 4 octobre 2007, V. Ivachtchenko est nommé vice-ministre de la Défense par la Verkhovna Rada dans le Gouvernement Tymochenko II.
De 2013 à 2019, il a vécu à Copenhague où il travaillait à l'Académie royale danoise de la défense.
Vice-ministre chargé des industries stratégiques entre août 2020 et septembre 2021 dans le gouvernement Chmyhal.